# Afsana Ara Bindu
Afsana Ara Bindu (ur. 14 stycznia 1988 w Jhenaidah) – banglijska aktorka, modelka i osobowość telewizyjna.
Aktorka rozpoczęła swoją karierę związaną z show-biznesem w 2006 roku, gdy została laureatką programu reality show Lux-Channel I Superstar 2006. Zadebiutowała w filmie Daruchini Deep, za który otrzymała nominację do nagrody „Meril Prothom Alo Award”.
Inspirację dla odgrywanych przez nią ról stanowi gra aktorska takich osób, jak Asaduzzaman Noor, Afzal Hossain czy Shomi Kaiser.
Jest studentką Uniwersytetu w Jahangirnagar.

## Filmografia
Opracowano na podstawie materiału źródłowego.
- 2006: Daruchini Deep
- 2009: Jaago
- 2012: Peeriter Dokandari
- 2013: Eito Prem